# Aspersentis megarhynchus
Aspersentis megarhynchus is een soort in de taxonomische indeling van de Acanthocephala (haakwormen). De worm wordt meestal 1 tot 2 cm lang. Ze komen algemeen voor in het maag-darmstelsel van ongewervelden, vissen, amfibieën, vogels en zoogdieren.
De haakworm komt uit het geslacht Aspersentis en behoort tot de familie Heteracanthocephalidae. Aspersentis megarhynchus werd in 1892 beschreven door O. von Linstow.